# AEG R.I
Die AEG R.I war ein überschwerer Langstreckenbomber der deutschen Fliegertruppe im Ersten Weltkrieg.

## Entwicklung
Da aufgrund schwerer Verluste die Angriffe mit Militärluftschiffen reduziert und schließlich eingestellt wurden, sollten Riesenflugzeuge in noch größerer Dimension als bisher in den Einsatz kommen. Das Unternehmen AEG versuchte daher ebenso wie die Firmen DFW, Junkers, Krupp-Germania, Linke Hofmann, Mercur, Union, Schütte-Lanz, Siemens-Schuckert und Zeppelin (Staaken) Riesenflugzeug-Langstreckenbomber zu entwerfen, die mit großer Reichweite und schwerer Bombenlast für den strategischen Bombenkrieg geeignet waren.
Die R.I war ein viermotoriger, dreistieliger Doppeldecker. Alle vier Motoren waren zur besseren Wartung und Reparatur während des langen Einsatzfluges im Rumpfinneren angebracht und so für die Bordmechaniker zugänglich. Die Kraftübertragung an die Propeller erfolgte über ein Antriebswellengetriebe, auf das alle vier Motoren gleichermaßen wirkten.
Der erste Prototyp wurde am 14. Juni 1918 erfolgreich erprobt, wobei die Maschine sich als durchaus manövrierfähig zeigte. Sieben Flugzeuge wurden daher bestellt. Bei einem Testflug am 3. September 1918 zerlegte sich ein Propeller, dessen Leim noch nicht ausgehärtet war. Die daraufhin entstehende Unwucht verursachte eine extreme Vibration am Wellengetriebe. Diese erfasste alle vier Motoren und übertrug sich wieder auf die Propeller, welche sich aus den Lagern lösten. Dabei wurde eine zentrale Tragstrebe zerschmettert. Das Flugzeug zerbrach und alle sieben Besatzungsmitglieder kamen ums Leben.
Von den übrigen sechs bestellten AEG R.I (R.21, 22, 59, 60, 61 und R.62) wurde bis Kriegsende nur noch die R.21 fertiggestellt; R.22 war im Bau.

## Einsatz
Die AEG-Riesenflugzeuge kamen nicht mehr zum Einsatz.

## Technische Daten
| Kenngröße    | Daten AEG R.I                                                        |
| ------------ | -------------------------------------------------------------------- |
| Baujahr      | 1918                                                                 |
| Einsatzzweck | Bomber                                                               |
| Besatzung    | 7                                                                    |
| Länge        | 19,50 m                                                              |
| Spannweite   | 36,00 m                                                              |
| Höhe         | 6,35 m                                                               |
| Flügelfläche | 260,0 m²                                                             |
| Leermasse    | 9.000 kg                                                             |
| Startmasse   | 12.700 kg                                                            |
| Antrieb      | 4 wassergekühlte Reihenmotoren Mercedes D IVa mit je 260 PS (191 kW) |
| Bewaffnung   | 5 MG, 2000 kg Bomben                                                 |